# تيم مكنمارا
تيم مكنمارا (بالإنجليزية: Tim McNamara)‏ هو لاعب كرة قاعدة أمريكي، ولد في 20 نوفمبر 1898، وتوفي في 5 نوفمبر 1994.

## وصلات خارجية
- تيم مكنمارا على موقعبيزبول رفرنس.كوم (الدوري الرئيسي) (الإنجليزية)